# Fi Andromedae
Fi Andromedae o Phi Andromedae (φ And / 42 Andromedae / HD 6811) es una estrella binaria de la constelación de Andrómeda. También se la conoce por el nombre tradicional de Keun Nan Mun, que comparte con χ Andromedae. El nombre proviene de la frase en mandarín 軍南門 jūnnánmén, que significa «el portal sur del campamento». De magnitud aparente +4,26, se encuentra a unos 740 años luz de distancia de la Tierra.
Fi Andromedae A, la componente principal, es una estrella subgigante blanco-azulada de tipo espectral B6 IV y magnitud 4,54. Las temperaturas no han podido ser medidas individualmente al estar las dos estrellas muy próximas, pero asumiendo una temperatura de 14.000 K para Fi Andromedae A, su luminosidad (corregida con la radiación emitida en el ultravioleta) sería 1980 veces superior a la del Sol. Fi Andromedae B es una estrella también blanco-azulada, pero todavía en secuencia principal, siendo su tipo B9 V. Su magnitud es 5,55 y su luminosidad es 350 veces mayor que la solar. La separación entre ambas varía entre 80 y 140 UA con un período orbital de 372 años, si bien los parámetros orbitales pueden contener errores ya que sólo se ha podido observar una parte de la órbita. El apoastro —máxima separación entre las dos componentes— tendrá lugar en 2025.
Fi Andromedae A es una estrella Be, una clase de estrellas rodeadas por un disco circunestelar que produce líneas de emisión en el espectro. Estas estrellas tienen siempre una elevada velocidad de rotación (del orden de 200 - 300 km/s), por lo que el valor medido para Fi Andromedae, 81 km/s, implica que su eje de rotación está bastante inclinado respecto a la Tierra. 